# Friendly Captcha
Friendly Captcha ist ein deutscher Cybersecurity-Anbieter mit Sitz in Wörthsee. Er betreibt die gleichnamige Captcha-Lösung, die entwickelt wurde, um menschliche Nutzer von automatisierten Programmen (Bots) zu unterscheiden, ohne dass aktiv Aufgaben wie das Lösen von Rätseln, das Identifizieren von Bildern oder das Entziffern von Texten übernommen werden müssen. Das Unternehmen gewann 2023 den Deutschen Gründerpreis in der Kategorie Start-up und sein Dienst wurde 2022 von über 50 Millionen Menschen genutzt.

## Geschichte und Produkt
Friendly Captcha wurde Ende 2020 von Benedict Padberg und Guido Zuidhof gegründet. Es unterscheidet sich von herkömmlichen Captchas dadurch, dass es dem Nutzer keine sichtbare Aufgabe stellt. Stattdessen wird im Hintergrund eine kryptografische Aufgabe gelöst, die durch die Rechenleistung des Endgeräts des Nutzers ausgeführt wird. Diese Aufgabe ist so konzipiert, dass sie von Bots nur schwer oder gar nicht gelöst werden kann, während sie für das Gerät des menschlichen Nutzers keinen spürbaren Aufwand darstellt. Der Prozess ermöglicht es, Nutzer zu verifizieren, ohne dass diese eine aktive Interaktion mit dem Captcha haben. Friendly Captcha erfordert keine Erfassung von persönlichen Daten und verzichtet auf den Einsatz von Tracking-Methoden, was es zu einer datenschutzfreundlichen Lösung macht. Es wird häufig auf Login-Seiten eingesetzt, um Benutzerkonten vor automatisierten Brute-Force-Angriffen zu schützen und sicherzustellen, dass nur echte Nutzer auf sensible Informationen zugreifen. Friendly Captcha wird auch in Kontaktformularen verwendet, um Spam-Nachrichten durch Bots zu verhindern, sowie in Online-Shops, um zu gewährleisten, dass Bestellungen und Transaktionen von realen Kunden durchgeführt werden und Betrugsversuche unterbunden werden. Das Unternehmen ist nach Google der zweitgrößte Anbieter von Captcha-Lösungen in Deutschland.